# بوروویچی
شهر بوروویچی (به روسی: Боровичи) در کشور روسیه و در اوبلاست نووگورود واقع شده‌است.